# 69594 Ulferika
69594 Ulferika è un asteroide della fascia principale. Scoperto nel 1998, presenta un'orbita caratterizzata da un semiasse maggiore pari a 2,3498509 UA e da un'eccentricità di 0,1413846, inclinata di 3,31538° rispetto all'eclittica.